# Brooklyn College

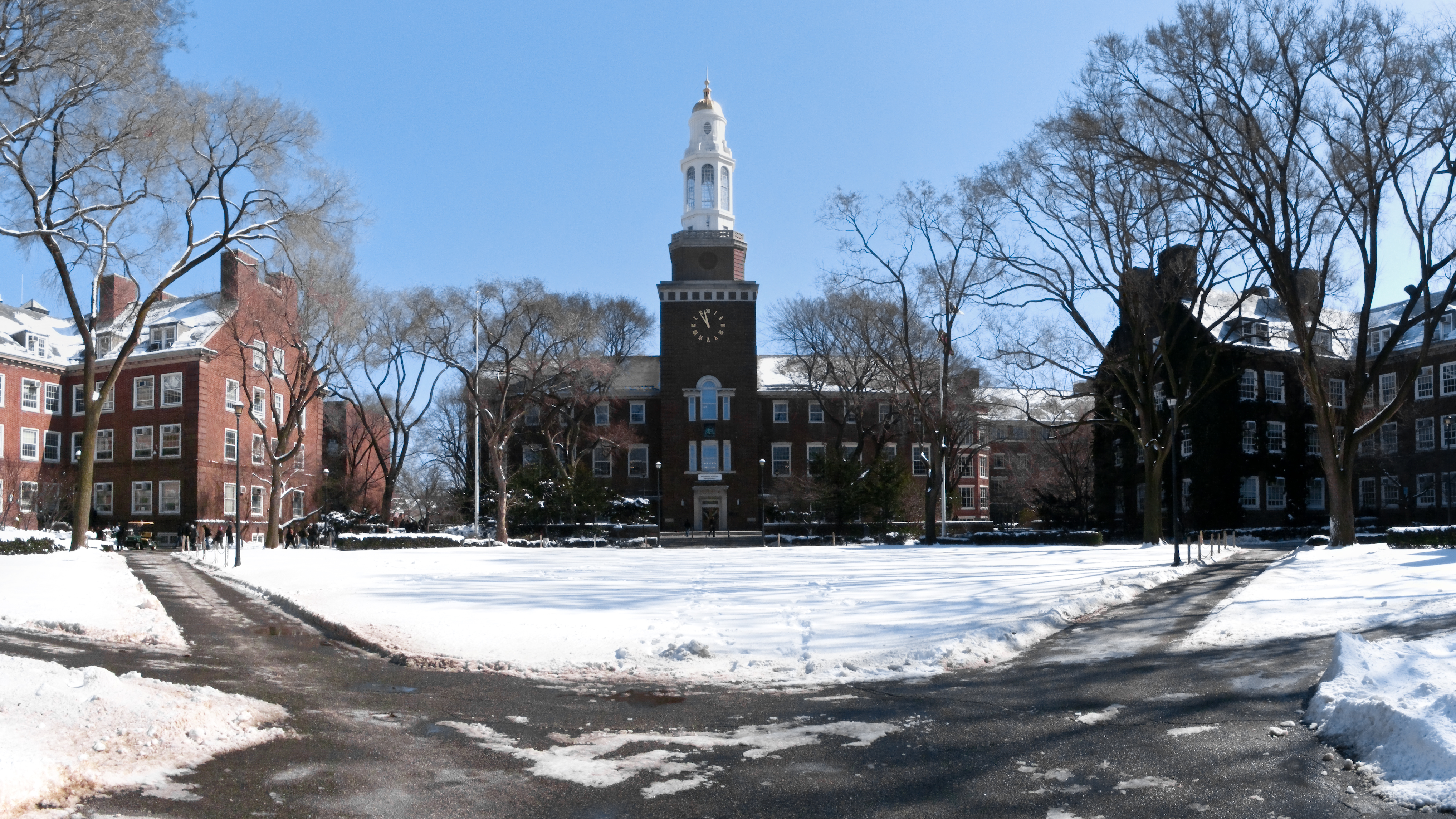
Quadra leste da Brooklyn College.

A Brooklyn College é uma faculdade da Universidade da Cidade de Nova Iorque.